# KETV
KETV est une station de télévision américaine affilié au réseau ABC détenue par le groupe Hearst Television et située à Omaha dans le Nebraska sur le canal 7.

## Télévision numérique terrestre
| Canal virtuel | Image | Ratio | Programmation                          |
| ------------- | ----- | ----- | -------------------------------------- |
| 7.1           | 1080i | 16:9  | Programmation principale KETV / ABC HD |
| 7.2           | 480i  | 16:9  | Me-TV                                  |